# Rutjajaure
Rutjajaure (aktuell stavning Ruvtjájávrre) är en sjö i Arjeplogs kommun i Lappland och ingår i Piteälvens huvudavrinningsområde. Sjön har en area på 0,403 kvadratkilometer och ligger 470,9 meter över havet. Rutjajaure ligger i Tjeggelvas Natura 2000-område. Sjön avrinner genom en bäck som förenar sig med Tjátsvággejågåtj strax före dess utlopp i Munkajaure.

## Delavrinningsområde
Rutjajaure ingår i det delavrinningsområde (738809-159500) som SMHI kallar för Inloppet i Munkajaure. Medelhöjden är 695 meter över havet och ytan är 55,85 kvadratkilometer. Det finns inga avrinningsområden uppströms utan avrinningsområdet är högsta punkten. Det vattendrag som avvattnar avrinningsområdet har biflödesordning 2, vilket innebär att vattnet flödar genom totalt 2 vattendrag innan det når havet efter 267 kilometer. Avrinningsområdet består mestadels av skog (53 procent), sankmarker (11 procent) och kalfjäll (34 procent). Avrinningsområdet har 1,04 kvadratkilometer vattenytor vilket ger det en sjöprocent på 1,9 procent.